# Carboneros
Carboneros ist ein kleinerer Ort und eine aus dem Hauptort, einem weiteren Dorf (La Mesa) sowie mehreren Weilern (aldeas) und Einzelgehöften bestehende Gemeinde (municipio) mit insgesamt 597 Einwohnern (Stand: 2024) im Norden der Provinz Jaén in der autonomen Region Andalusien.

## Lage
Der Ort Carboneros liegt auf der Südseite der Sierra Morena an der Autovía A-4 ca. 60 km (Fahrtstrecke) nördlich der Provinzhauptstadt Jaén einer Höhe von ca. 400 m ü. d. M. Die historischen Städte Baeza und Úbeda sind jeweils ungefähr 60 km in südöstlicher Richtung entfernt. Das Klima im Winter ist gemäßigt, im Sommer dagegen warm bis heiß; die geringen Niederschlagsmengen (ca. 450 mm/Jahr) fallen – mit Ausnahme der nahezu regenlosen Sommermonate – verteilt übers ganze Jahr.

## Bevölkerungsentwicklung
| Jahr      | 1857 | 1900 | 1950  | 2000 | 2020 |
| Einwohner | 829  | 983  | 1.256 | 674  | 610  |

Der deutliche Bevölkerungsrückgang in der zweiten Hälfte des 20. Jahrhunderts ist im Wesentlichen auf die Mechanisierung der Landwirtschaft und den damit einhergehenden Verlust an Arbeitsplätzen zurückzuführen.

## Wirtschaft
Carboneros liegt im Norden der schier endlosen Olivenbaumplantagen der Provinz Jaén. Früher wurden auch Getreide, Weinreben etc. zur Selbstversorgung angepflanzt; Gemüse stammte aus den Hausgärten. Viehzucht (Schafe, Ziegen, Hühner) und Forstwirtschaft (vor allem die Gewinnung von Holzkohle) wurden ebenfalls betrieben. Im Ort selbst haben sich Kleinhändler, Handwerker und Dienstleistungsbetriebe aller Art angesiedelt. Daneben gibt es mehrere Ferienhäuser (casas rurales).

## Geschichte
Auf dem Gemeindegebiet wurden in karthagischer und römischer Zeit Silberminen ausgebeutet. Die Westgoten drangen wahrscheinlich nicht bis in die ehemals waldreiche Gegend vor und auch die Anwesenheit der Mauren ist nicht belegt. Nach dem Ende des Kalifats von Córdoba (1031) wurde die Region Bestandteil des Taifa-Königreichs von Jaén. Um das Jahr 1226 wurde das Gebiet von den Christen zurückerobert (reconquista), doch der Ort wurde erst im Jahr 1767 unter Karl III. (reg. 1759–1788) und seinem Ratgeber Pablo de Olavide im Rahmen der Nuevas Poblaciones in der Sierra Morena gegründet.

## Sehenswürdigkeiten
- Das Ortsbild überrascht mit seinen geradlinig angelegten Straßen.
- Die in der zweiten Hälfte des 18. Jahrhunderts aus Hausteinen und Bruchsteinen erbaute Iglesia de la Inmaculada Concepción ist der unbefleckten Empfängnis Mariens geweiht. Seitlich des Portals befinden sich zwei Nischen; darüber reihen sich vier Rundfenster. Das Innere der Kirche ist dreischiffig und wird von einem offenen Dachstuhl bedeckt. Der gesamte Kirchenraum ist mit Ausnahme des neoklassischen Altarretabels eher schmucklos gehalten.[9]